# Zanthoxylum thomasianum
Zanthoxylum thomasianum es una especie de arbusto perteneciente a la familia de las rutáceas. Se encuentra en Puerto Rico, Las Islas Vírgenes Británicas y las Islas Vírgenes de los Estados Unidos. Su hábitat natural son los bosques secos tropicales y subtropicales y en matorrales. Está amenazada por la pérdida de hábitat, y es la única en Saint John que aparece como "en peligro".
Algunos taxónomos la consideran una subespecie de Zanthoxylum punctatum.

## Taxonomía
Zanthoxylum thomasianum fue descrita por (Krug & Urb) P.Wilson y publicado en North American Flora 25: 182, en el año 1911.
Sinonimia
- Fagara thomasiana Krug & Urb.[5]